# Шехзаде Алемшах (син Бајазита II)
Шехзаде Алемшах (тур. Şehzade Alemşah; 1475 — 1503) је био син султана Бајазита II.

## Живот и смрт
Шехзаде Алемшах је био син Гулрух-хатун, и имао је рођену сестру, Камершах-султанију. Најпре је 1491. године постављен за санџакбега Ментеше, а почетком 1502. године за намесника Манисе. Остала су сачувана писма његове мајке султану да је њен син не слуша и да непрестано пије вино у великим количинама већ дуже време. Тако је Алемшах умро од цирозе јетре у августу 1503. године. Његово тело је сахрањено у гробници Џем-султана.

## Потомство
Шехзаде Алемшах је имао троје деце:
- шехзаде Осман[2] (1492 — 16. децембар 1512); погубљен по наређењу султана Селима.
- Ајше-султанија (1503 — ?); рођена након очеве смрти. Удата 1521. за Мехмед-челебија, сина њене тетке Фатме, која је и уговорила брак са дозволом султана Сулејмана.
- султанија Фатма (? — 1522); удата 1521. по наређењу султана Сулејмана. Султанија је умрла на порођају наредне године. Након смрти је сахрањена крај свог брата Османа (ум. 1512), баке Гулрух(ум. 1521) и тетке Камершах(ум. 1520).